# Écuras
Écuras é uma comuna francesa na região administrativa da Nova Aquitânia, no departamento de Charente. Estende-se por uma área de 24,22 km². Em 2010 a comuna tinha 586 habitantes (densidade: 24,2 hab./km²).